# Geografia și identitatea în Țara Galilor
Geografia Țării Galilor este unul dintre cei mai importanți factori când vine vorba de identitatea națională a galezilor. Cu toate acestea, mulți istorici au pus la îndoială noțiunea unei identități galeze unice.